# María Paulina Pérez
María Paulina Pérez García (Barranquilla, 10 gennaio 1996) è una tennista colombiana.

## Carriera
María Paulina Pérez García ha vinto 13 titoli in doppio nel circuito ITF in carriera. Il 12 settembre 2022 ha raggiunto il best ranking in singolare raggiungendo la 619ª posizione mondiale, mentre il 28 agosto 2023 ha raggiunto in doppio il best ranking alla 115ª posizione mondiale.
Fa parte della squadra colombiana di Fed Cup compiendo il suo debutto nel 2015, dove ha un bilancio complessivo di 13 vittorie e 15 sconfitte.
Pérez ha fatto il suo debutto nel circuito maggiore al Copa Claro Colsanitas 2013, grazie ad una wildcard per le qualificazioni, dove è stata sconfitta nel primo turno dalla croata Tereza Mrdeža; partecipa anche nel doppio insieme alla sorella gemella Paula Andrea, dove vengono sconfitte nel loro match di debutto dalle francesi Alizé Cornet e Pauline Parmentier.
Classificata al numero 273 del ranking di doppio, raggiunge la sua prima finale in carriera nel WTA Tour all'Abierto GNP Seguros 2023, in coppia con la colombiana Yuliana Lizarazo. La coppia vince il loro primo titolo in carriera, sconfiggendo in finale l'australiana Kimberly Birrell e la messicana Fernanda Contreras Gómez. Con questo risultato, sale di 130 posizioni nel ranking di doppio, entrando nella top 150. Sempre in coppia con Lizarazo, raggiungono la finale nel torneo di casa WTA 125 al Barranquilla Open 2023, dove ne escono sconfitte dal duo greco Valentini Grammatikopoulou e Despoina Papamichaīl nell'atto finale. In coppia con la statunitense Sofia Sewing, raggiungono la finale nel WTA 125 di IEB+ Argentina Open 2023, perdendo dalla giocatrice di casa María Lourdes Carlé e di nuovo Papamichaīl nella finale.

## Statistiche WTA

### Doppio

#### Vittorie (1)
| Legenda              |
| -------------------- |
| Grande Slam (0)      |
| Ori Olimpici (0)     |
| WTA Finals (0)       |
| WTA Elite Trophy (0) |
| Dal 2021             |
| WTA 1000 (0)         |
| WTA 500 (0)          |
| WTA 250 (1)          |

| N. | Data         | Torneo                         | Superficie | Compagna         | Avversarie in finale                      | Punteggio        |
| 1. | 5 marzo 2023 | Abierto GNP Seguros, Monterrey | Cemento    | Yuliana Lizarazo | Kimberly Birrell Fernanda Contreras Gómez | 6-3, 5-7, [10-5] |

## Circuito WTA 125

### Doppio

#### Sconfitte (2)
| N. | Data            | Torneo                            | Superficie  | Compagna         | Avversarie in finale                            | Punteggio        |
| 1. | 19 agosto 2023  | Barranquilla Open, Barranquilla   | Cemento     | Yuliana Lizarazo | Valentini Grammatikopoulou Despoina Papamichaīl | 6(2)-7, 5-7      |
| 2. | 3 dicembre 2023 | IEB+ Argentina Open, Buenos Aires | Terra rossa | Sofia Sewing     | María Carlé Despoina Papamichaīl                | 3-6, 6-4, [9-11] |

## Statistiche ITF

### Singolare

#### Sconfitte (2)
| Torneo $100.000 (0) |
| Torneo $80.000 (0)  |
| Torneo $60.000 (0)  |
| Torneo $40.000 (0)  |
| Torneo $25.000 (0)  |
| Torneo $15.000 (2)  |

| N. | Data             | Torneo                                  | Superficie | Avversaria in finale | Punteggio   |
| 1. | 16 giugno 2019   | Magic Tours, Tabarka                    | Cemento    | Margaux Rouvroy      | 4–6, 3-6    |
| 2. | 10 novembre 2019 | Guatemalan Women's, Città del Guatemala | Cemento    | Caroline Roméo       | 2–6, 6(5)-7 |

### Doppio

#### Vittorie (14)
| Torneo $100.000 (0) |
| Torneo $80.000 (0)  |
| Torneo $75.000 (0)  |
| Torneo $60.000 (0)  |
| Torneo $50.000 (0)  |
| Torneo $40.000 (0)  |
| Torneo $25.000 (3)  |
| Torneo $15.000 (8)  |
| Torneo $10.000 (3)  |

| N.  | Data              | Torneo                                         | Superficie  | Compagna              | Avversarie in finale                   | Punteggio            |
| 1.  | 29 giugno 2013    | Breda Future, Breda                            | Terra rossa | María Herazo González | Elke Lemmens Svjatlana Piraženka       | 1–6, 7–6(2), [12–10] |
| 2.  | 7 dicembre 2013   | ITF Women's Circuit Barranquilla, Barranquilla | Terra rossa | Paula Andrea Pérez    | Andrea Koch Benvenuto Daniella Roldan  | 6-1, 6-4             |
| 3.  | 29 agosto 2014    | ECU Female, Quito                              | Terra rossa | Paula Andrea Pérez    | Nathaly Kurata Eduarda Piai            | 7–5, 7–6(5)          |
| 4.  | 17 giugno 2017    | Hammamet Open, Hammamet                        | Terra rossa | Paula Andrea Pérez    | Nathaly Kurata Eduarda Piai            | 6-3, 6-3             |
| 5.  | 9 novembre 2018   | Copa Cucuta, Cúcuta                            | Terra rossa | Paula Andrea Pérez    | Ana Maria Becerra Daniela Carrillo     | 6-1, 6-1             |
| 6.  | 20 aprile 2019    | Copa Guayaquil, Guayaquil                      | Terra rossa | Fernanda Brito        | Mara Schmidt Anastasija Šaulskaja      | 6-3, 7-6(3)          |
| 7.  | 27 aprile 2019    | Copa Bucaramanga, Bucaramanga                  | Terra rossa | Fernanda Brito        | Yuliana Lizarazo Antonia Samudio       | 6-2, 6-2             |
| 8.  | 14 settembre 2019 | Women's Buenos Aires, Buenos Aires             | Terra rossa | Jessica Plazas        | Eugenia Ganga Raphaëlle Lacasse        | 7-6(8), 6-4          |
| 9.  | 1º maggio 2021    | Tennis Organisation, Adalia                    | Terra rossa | Federica Rossi        | Victoria Michajlova Ekaterina Šalimova | 2-6, 6-4, [10-6]     |
| 10. | 30 ottobre 2021   | Women's Guayaquil Open, Guayaquil              | Terra rossa | María Herazo González | Dea Herdželaš Victoria Rodríguez       | 6-3, 4-6, [10-7]     |
| 11. | 11 dicembre 2021  | Santo Domingo Open, Santo Domingo              | Cemento     | María Herazo González | Paris Corley Ingrid Vojčináková        | 7–6(4), 3–6, [12–10] |
| 12. | 24 settembre 2022 | ITF Copa Banco Guayaquil, Guayaquil            | Terra rossa | Sofia Sewing          | Romina Ccuno María Herazo González     | 6–4, 1–6, [10–2]     |
| 13. | 29 ottobre 2022   | Copa Ibague, Ibagué                            | Terra rossa | Yuliana Lizarazo      | María Herazo González Sofia Sewing     | 6-4, 7-5             |
| 14. | 17 maggio 2025    | Women's Bastad, Båstad                         | Terra rossa | Yuliana Lizarazo      | Anastasija Tichonova Lisa Zaar         | 6-3, 6-2             |

#### Sconfitte (25)
| Torneo $100.000 (0) |
| Torneo $80.000 (0)  |
| Torneo $75.000 (0)  |
| Torneo $60.000 (2)  |
| Torneo $50.000 (0)  |
| Torneo $40.000 (3)  |
| Torneo $25.000 (6)  |
| Torneo $15.000 (9)  |
| Torneo $10.000 (5)  |

| N.  | Data              | Torneo                                                       | Superficie  | Compagna                    | Avversarie in finale                   | Punteggio           |
| 1.  | 24 novembre 2012  | ITF Women's Circuit Barranquilla, Barranquilla               | Terra rossa | Paula Andrea Pérez          | Nadia Echeverría Alam Blair Shankle    | 5-7, 6(1)-7         |
| 2.  | 14 giugno 2014    | ITF Femenil Britania Coatzacoalcos, Coatzacoalcos            | Cemento     | Paula Andrea Pérez          | Camila Fuentes Marcela Zacarías        | 2–6, 2-6            |
| 3.  | 17 ottobre 2014   | Peru Women´s Copa Regatas San Antonio, Lima                  | Terra rossa | Paula Andrea Pérez          | Fernanda Brito Eduarda Piai            | 6(0)-7, 4-6         |
| 4.  | 28 ottobre 2016   | Copa Pereira, Pereira                                        | Terra rossa | Paula Andrea Pérez          | Fernanda Brito Camila Giangreco Campiz | 1-6, 2-6            |
| 5.  | 4 novembre 2016   | Copa Cucuta, Cúcuta                                          | Terra rossa | Paula Andrea Pérez          | Bárbara Gatica Daniela Macarena López  | 4–6, 6–4, [4–10]    |
| 6.  | 31 marzo 2018     | Jolie Ville Golf Women's, Sharm el-Sheikh                    | Cemento     | Paula Andrea Pérez          | Mariam Bolkvadze Barbora Štefková      | 2-6, 6(6)-7         |
| 7.  | 7 dicembre 2018   | Copa Federación Colombiana de Tenis, Bogotá                  | Cemento     | Paula Andrea Pérez          | Allura Zamarripa Maribella Zamarripa   | 5-7, 4-6            |
| 8.  | 22 giugno 2019    | Magic Tours, Tabarka                                         | Terra rossa | Julieta Lara Estable        | Carla Touly Anna Turati                | 7–6(5), 5–7, [8–10] |
| 9.  | 3 aprile 2021     | MTA Open Series, Adalia                                      | Terra rossa | María José Portillo Ramírez | Jang Su-jeong Lee So-ra                | 2-6, 6-2, [7-10]    |
| 10. | 29 maggio 2021    | Magic Hotel Tours, Monastir                                  | Cemento     | Emma Davis                  | Dalayna Hewitt Chiara Scholl           | 4-6, 2-6            |
| 11. | 7 agosto 2021     | Egypt ITF World Tennis Tour, Il Cairo                        | Terra rossa | Mell Reasco                 | Jibek Kulambaeva Sandra Samir          | 5-7, 3-6            |
| 12. | 16 ottobre 2021   | Dove Men Care Legion Sudamericana, Lima                      | Terra rossa | Jessica Plazas              | María Carlé Laura Pigossi              | 1-6, 1-6            |
| 13. | 4 dicembre 2021   | Santo Domingo Open, Santo Domingo                            | Cemento     | María Herazo González       | Dasha Ivanova Chanelle Van Nguyen      | 4-6, 3-6            |
| 14. | 12 marzo 2022     | Copa Telconet, Salinas                                       | Cemento     | María Herazo González       | Bárbara Gatica Rebeca Pereira          | 4-6, 0-6            |
| 15. | 6 agosto 2022     | IPG Open, Rio de Janeiro                                     | Terra rossa | Riya Bhatia                 | Thaísa Grana Pedretti Noelia Zeballos  | 3-6, 1-6            |
| 16. | 1º ottobre 2022   | ITF Copa Banco Guayaquil, Guayaquil                          | Terra rossa | Sofia Sewing                | Romina Ccuno María Herazo González     | 2-6, 7-5, [9-11]    |
| 17. | 22 ottobre 2022   | Magno Cup, Bucaramanga                                       | Terra rossa | Romina Ccuno                | Lexie Stevens Valerija Strachova       | 6(4)-7, 3-6         |
| 18. | 14 gennaio 2023   | Women's AAT Buenos Aires, Buenos Aires                       | Terra rossa | Yuliana Lizarazo            | Amina Anšba Valerija Strachova         | 6-1, 4-6, [7-10]    |
| 19. | 11 febbraio 2023  | CMDX Open, Città del Messico                                 | Cemento     | Yuliana Lizarazo            | Despoina Papamichaīl Raluca Șerban     | 6-3, 4-6, [4-10]    |
| 20. | 15 luglio 2023    | Torneo Internazionale Femminile Antico Tiro a Volo, Roma     | Terra rossa | Yuliana Lizarazo            | Julija Hatoŭka Jibek Kulambaeva        | 4-6, 4-6            |
| 21. | 8 giugno 2024     | Internazionali Femminili di Tennis Città di Caserta, Caserta | Terra rossa | Ali Collins                 | Yuliana Lizarazo Despoina Papamichaīl  | 6-4, 3-6, [3-10]    |
| 22. | 3 agosto 2024     | Women's Los Lagartos, Pilar                                  | Terra rossa | Noelia Zeballos             | Alicia Herrero Liñana Melany Krywoj    | 1-6, 3-6            |
| 23. | 7 settembre 2024  | Circuito Banco BRB Engie de Tênis Profissional, Piracicaba   | Terra rossa | Aurora Zantedeschi          | Miriana Tona Noelia Zeballos           | 7-5, 1-6, [10-12]   |
| 24. | 21 settembre 2024 | AAT Tucumán Women's, San Miguel de Tucumán                   | Terra rossa | Aurora Zantedeschi          | Nicole Fossa Huergo Jibek Kulambaeva   | 3-6, 6-4, [7-10]    |
| 25. | 27 giugno 2025    | Open Ciudad de Palma del Río, Palma del Río                  | Cemento     | Victoria Rodríguez          | Feng Shuo Liang En-shuo                | 2-6, 3-6            |